# John Goodricke (5. baronet Goodricke)
Sir John Goodricke, 5. baronet Goodricke (1708–1789) – brytyjski dyplomata.

## Życiorys
Był ambasadorem brytyjskim w Szwecji w latach 1758–1773. Współpracował tam z „partią czapek” (Mösspartiet). Zgromadził wokół siebie dużą liczbę szwedzkich polityków, pragnących uniezależnienia ich kraju od francuskich projektów politycznych. Jego synem był słynny astronom John Goodricke (1764–1786).